# Afrikaans
L'afrikaans (/a.fʁi.kans/) est une langue germanique issue du néerlandais, parlée en Afrique du Sud, en Namibie, et dans une moindre mesure au Botswana et au Zimbabwe, notamment par les peuples de langue afrikaans dont les Afrikaners. Le mot afrikaans signifie « africain » en néerlandais.

## Histoire
L'afrikaans est originellement dérivé de la langue néerlandaise parlée par les colons néerlandais (plus précisément du dialecte hollandais de Hollande-Méridionale,) débarqués en Afrique du Sud. Après de nombreuses années en Afrique loin de l'influence culturelle des Pays-Bas, la langue des colons, nommés « Boers », signifiant « paysans/agriculteurs», a suffisamment dérivé du néerlandais pour devenir l'afrikaans, une langue à part entière.
La langue afrikaans est aussi parlée par les Coloured, en particulier dans les provinces du Cap occidental et du Cap du Nord. Voir : Peuples de langue afrikaans.
En 1875, Stephanus Jacobus du Toit fait partie d'un groupe d'enseignants et de pasteurs de l'Église réformée hollandaise qui forment à Paarl, dans la colonie du Cap, un mouvement de revendication culturelle, Die Genootskap van Regte Afrikaners (l'« Association des vrais Afrikaners ») dont l'objectif est de défendre et d'imposer l'afrikaans aux côtés de l'anglais comme langue officielle de la colonie. Il s'agit pour eux de donner à la langue parlée par les paysans afrikaners ses lettres de noblesse et d'en faire un véritable outil de communication écrite.
En 1876, c'est à cette fin que le mouvement dirigé par du Toit lance une revue en afrikaans, Die Afrikaanse Patriot, dont S. J. du Toit devient le rédacteur en chef et dont la devise est : « Écrivez comme vous parlez ». En publiant la prose des lecteurs du journal, du Toit veut éveiller la conscience nationale des Afrikaners et les libérer de leur complexe d'infériorité culturelle face aux Anglais. Dès lors, la défense de la langue se confond avec celle de l'identité afrikaans.
En 1877, S. J. du Toit publie le premier livre d'histoire des Afrikaners, écrit qui plus est en afrikaans, Die Geskiedenis van ons Land in die Taal van ons Volk (« L'histoire de notre pays dans la langue de notre peuple ») qui s'apparente à un manifeste politique des Afrikaners empreint de mysticisme. Il relate la lutte d'un petit peuple élu pour rester fidèle au dessein de Dieu, de la révolte de 1795 aux exécutions de Slagter's Neck en 1815, du Grand Trek de 1836, identifié à l'exode d'Égypte, au meurtre de Piet Retief et au triomphe de Blood River.
Après avoir obtenu d'abord que le néerlandais soit considéré comme une des deux langues nationales, le combat du mouvement identitaire afrikaner se focalise sur la promotion de l'afrikaans, le droit d'enseignement en cette langue et le droit de le parler dans les administrations publiques. C'est au bout d'un long combat culturel et linguistique qu'en 1925, le gouvernement de James Barry Hertzog confère à l'afrikaans le statut de langue nationale au côté de l'anglais (à la place du néerlandais). Jusqu'en 1990, l'afrikaans sera une des trois langues officielles du Sud-Ouest africain (au côté de l'anglais et de l'allemand).
La littérature afrikaans développa une tradition poétique, tendant à romantiser l'histoire des Blancs sud-africains. C'est sans doute à cause de cette association de l'afrikaans à l'idéologie de l'« afrikanerdom » que la population noire a tant résisté à l'enseignement de l'afrikaans (cf. les émeutes de Soweto en 1976).
Mais une innovation importante dans les lettres afrikaans, celle des Sestigers (les « gens des années soixante »), a introduit de nouveaux courants. Ordinairement opposés à l'apartheid et influencés par exemple par Michel Foucault, l'ANC, et d'autres courants de gauche, les Sestigers ont un peu rompu les liens entre l'afrikaans et l'apartheid. On doit donc noter, parmi les écrivains afrikaans modernes les plus importants, André Brink, Breyten Breytenbach (un citoyen sud-africain et français), Deon Meyer (romans policiers) et Adam Small (en) (un poète dit « de couleur »).
Karel Schoeman, né en 1939 à Trompsburg (État libre d'Orange), est un romancier d'Afrique du Sud qui écrit en afrikaans, dont les œuvres commencent à être connues internationalement. Romans : En étrange pays (édition originale en afrikaans n’ Ander Land, 1984 /traduction anglaise Another Country, 1991, traduit de l'anglais en français en 1991, rééd. 2007), La Saison des adieux (publié en afrikaans en 1990 en Afrique du Sud, traduction française 2004, Prix Amphi 2004), Retour au pays bien-aimé (publié en afrikaans en 1972, traduit en 2006 en France), Cette vie (édition originale afrikaans en 1993, traduction française 2009, Prix du meilleur livre étranger 2009), Des voix parmi les ombres (Editions Phébus, Paris 2014), L'heure de l'ange (Phébus 2028, Prix Transfuge du Meilleur roman africain et Le jardin céleste (Actes Sud, 2022)
Depuis 1994, l'afrikaans est l'une des onze langues officielles du pays, mais en pratique, l'anglais est la seule langue publique, ce qui a poussé les Afrikaners à entamer un troisième taalbeweging (mouvement linguistique) pour rétablir l'égalité de leur langue avec l'anglais pour la troisième fois dans l'histoire. Dans l'Afrique du Sud contemporaine, on a essayé d'employer le terme « afrikaanses » comme appellation ethnique pour désigner les peuples de langue afrikaans pour remplacer le mot « afrikaner », mais cette tentative politiquement correcte a échoué. Avant 1994, l'afrikaans était obligatoire dès l'école maternelle en Afrique du Sud. Donc, la population noire scolarisée avant 1994 a le plus souvent des notions plus ou moins importantes de cette langue.

## Classification
L'afrikaans est la plus jeune des langues germaniques, issue du néerlandais du XVIIe siècle.

## Population et répartition géographique

Densité de locuteurs d'afrikaans
<1 pers/km2
1–3 pers/km2
3–10 pers/km2
10–30 pers/km2
30–100 pers/km2
100–300 pers/km2
300–1000 pers/km2
1000–3000 pers/km2
>3000 pers/km2

Hors de l'Afrique, il existe de petits groupes de locuteurs de l'afrikaans en Australie, en Nouvelle-Zélande, ou au Royaume-Uni, nés surtout après 1991, et la fin de l'apartheid en Afrique du sud, du fait de l'immigration de nombreux blancs locuteurs de l'afrikaans (dont des Afrikaners) : mais ces groupes sont très minoritaires, avec environ 50 000 locuteurs en Australie, et environ 80 000 en Nouvelle-Zélande, et face à l'anglais, très majoritaire, la langue afrikaans devrait s'effacer d'ici quelques générations, d'autant plus que déjà, la majorité de ces migrants sont bilingues afrikaans/anglais. 

Proportion de locuteurs afrikaans
0–20 %
20–40 %
40–60 %
60–80 %
80–100 %

- <1 pers/km2
- 1–3 pers/km2
- 3–10 pers/km2
- 10–30 pers/km2
- 30–100 pers/km2
- 100–300 pers/km2
- 300–1 000 pers/km2
- 1 000–3 000 pers/km2
- >3 000 pers/km2

### En Afrique du Sud
L'afrikaans est parlé en Afrique du Sud par environ 6,5 millions de personnes en tant que langue maternelle (estimation de 2007) et par 9 millions — selon la plus basse estimation — et par 23 millions — selon la plus haute estimation — de locuteurs en tant que seconde ou troisième langue. Elle est même la langue la plus multiethnique en Afrique du Sud. Ainsi, environ 2 760 000 de ses locuteurs maternels sont blancs, 3 440 000 coloured (métis), 240 000 noirs et moins de 10 000 indiens.
Elle reste la langue majoritaire dans les provinces du Cap-Occidental et du Cap-du-Nord grâce aux métis qui font de ces provinces les seules où l'afrikaans conserve son rôle de langue incontournable avec l'anglais. Elle conserve une place non négligeable dans les provinces du Gauteng et de l'État-Libre où les Afrikaners demeurent une minorité importante. L'afrikaans, pour des raisons historiques, reste une langue géographiquement dispersée, :
- Cap-Occidental 2 500 800, soit 55,3 % de la population de la province ;
- Gauteng 1 265 500, soit 14,4 % de la population de la province ;
- État-Libre 320 800, soit 11,9 % de la population de la province ;
- Nord-Ouest 275 800, soit 7,5 % de la population de la province ;
- Cap-Nord 558 300, soit 68 % de la population de la province ;
- Cap-Oriental : 600 100, soit 9,3 % de la population de la province ;
- Limpopo 122 400 soit 2,3 % de la population de la province ;
- Mpumalanga 204 700, soit 6,6 % de la population de la province ;
- KwaZulu-Natal 139 800, soit 1,5 % de la population de la province.

soit au total 5 983 000 de locuteurs maternels pour le recensement de 2001.
| Province       | 1996 (%) | 2001 (%) | 2011 (%) |
| -------------- | -------- | -------- | -------- |
| Cap occidental | 58,5     | 55,3     | 49,7     |
| Cap oriental   | 9,8      | 9,6      | 10,6     |
| Cap du Nord    | 57,2     | 56,6     | 53,8     |
| État-Libre     | 14,4     | 11,9     | 12,7     |
| KwaZulu-Natal  | 1,6      | 1,5      | 1,6      |
| Nord-Ouest     | 8,8      | 8,8      | 9,0      |
| Gauteng        | 15,6     | 13,6     | 12,4     |
| Mpumalanga     | 7,1      | 5,5      | 7,2      |
| Limpopo        | 2,6      | 2,6      | 2,6      |
| Afrique du Sud | 14,4     | 13,3     | 13,5     |

### En Namibie
L'afrikaans est reconnu comme langue nationale en Namibie, où il se rapproche d'une lingua franca. La langue est parlée par 60 % de la population blanche et par la plupart de la population noire urbaine (comme seconde ou troisième langue). En 2011, 10,5 % des foyers namibiens parlaient l'afrikaans comme langue principale. En 2011, 30 % de la population namibienne, surtout au centre et au sud du pays, avaient l'afrikaans comme seconde langue, troisième langue, ou possédaient des notions de l'afrikaans : donc, au moins 40 % des Namibiens, en 2011, maîtrisaient l'afrikaans à des degrés divers.

### Au Botswana
L'afrikaans est aussi parlé au Botswana, comme langue très minoritaire. Environ 20 000 personnes la parlent, principalement des Afrikaners (une partie des Blancs botswanais) et des Métis, et elle était utilisée comme langue principale en 2011 par 0,4 % des foyers (8 082 L personnes).
La langue ne croît pas dans le pays, voire y diminue. Alors que l'apprentissage de l'afrikaans comme langue maternelle est stable, son apprentissage comme langue secondaire risque en effet de régresser.

### Au Zimbabwe
L'afrikaans est parlé au Zimbabwe depuis les années 1890 avec l'arrivée de pionniers blancs. C'est toujours la communauté blanche dite « rhodésienne » qui continue de parler la langue à ce jour, mais leur population a considérablement décrû depuis l'indépendance du Zimbabwe, de même que la pratique de la langue. En 1984, il restait 15 000 Afrikaners au Zimbabwe. En 2015, ils n'étaient plus qu'environ 1 000 Afrikaners dans le pays[réf. nécessaire]. En 1979, l'afrikaans était parlé aussi par 5 000 Métis, souvent originaires d'Afrique du sud, et quelques milliers de Noirs de l'ethnie shona (en seconde langue). Dans les faits, l'afrikaans n'a jamais percé au Zimbabwe, où l'anglais fut toujours prédominant.

## Statut
Elle est l'une des onze langues officielles de l'Afrique du Sud, et a le statut de langue « reconnue » en Namibie. L'afrikaans souffre depuis la fin de l'apartheid de la concurrence de l'anglais promu par le gouvernement de l'ANC. Langue quasi-exclue au niveau de l'administration nationale, elle conserve tout de même dans les administrations provinciales une place importante et conserve une grande capacité de diffusion dans le privé (radio, télévision, presse). Autrefois langue de l'oppresseur et des métis opprimés, elle est désormais perçue dans l'Afrique du Sud post-apartheid comme une langue moderne. Son utilisation par la jeunesse afrikaner et les autres communautés sud-africaines a permis de redorer son blason. Malgré la concurrence de l'anglais, son dynamisme démographique (dû principalement aux métis) lui permet de continuer à occuper une place prépondérante dans le paysage sud-africain. En mai 2022, l'afrikaans est reconnue, au côté des langues khoïsan, comme une des langues indigènes de l'Afrique du Sud.
En Namibie, bien que l'afrikaans ne soit pas langue officielle, elle a le statut de langue nationale au même titre que sept autres langues.

## Écriture
L'afrikaans utilise l'alphabet latin. La langue étant cependant utilisée dès le XVIIe siècle par des communautés asiatiques musulmanes établies sur les côtes, elle fut régulièrement écrite en alphabet arabe. Le premier livre écrit en afrikaans le fut d'ailleurs avec cet alphabet au début du XIXe siècle.

### Orthographe
Il existe de nombreux points communs avec les conventions et règles orthographiques néerlandaises. L'alphabet comprend 26 lettres.
En afrikaans, de nombreuses consonnes manquent par rapport à l'orthographe néerlandaise originelle. Par exemple, slechts (seulement) en néerlandais, devient slegs en afrikaans. Ce qui trouve son origine dans le fait que l'écriture des mots en afrikaans est sensiblement plus phonétique que le néerlandais, pour cette langue où l'oral a longtemps eu plus d'importance que l’écrit. Par exemple, l'afrikaans et certains dialectes néerlandais ne font pas de distinction entre /s/ et /z/, le deuxième ayant disparu depuis au profit du premier. Ou encore le mot « sud » est écrit « zuid » en néerlandais et « suid » en afrikaans. De même, le digramme néerlandais « ĳ », en principe prononcé /ɛi/, est écrit « y » en afrikaans, sauf s'il représente le suffixe néerlandais –lijk, prononcé /lœk/ ou /lik/, comme dans waarschijnlijk > waarskynlik.
Une autre différence est celle de l'article indéfini, 'n en afrikaans et een en néerlandais. « Un livre » se dit 'n boek en afrikaans, et indifféremment een boek ou 'n boek en néerlandais. Ce 'n est généralement prononcé comme un schwa, [ə].
Le suffixe diminutif en afrikaans est « -tjie », correspondant au néerlandais « -tje », alors que « un peu » se dit bietjie en afrikaans et beetje en néerlandais. À la différence du néerlandais, il se prononce -/ki/.
Les lettres c, q, x, et z n'apparaissent que dans des mots d'origine étrangère, essentiellement français, anglais, grecs et latins. Ce essentiellement parce que les mots qui utilisent ces « c » en « ch » dans le néerlandais d'origine sont plutôt épelés avec respectivement « k » et « g », et « ekskuus » au lieu de « excuus » (« excuse » en français).
Les voyelles avec diacritiques, dans des mots qui ne sont pas d'origine étrangère, sont « á, é, è, ê, ë, í, î, ï, ó, ô, ú, û, ý ». Elles ne sont pas considérées comme faisant partie de l'alphabet et peuvent éventuellement être difficiles à encoder, malgré leur importance.

### Apostrophes initiales
Quelques mots d'afrikaans ont des apostrophes initiales. En afrikaans moderne, ces mots sont toujours écrits en minuscule (sauf si le mot entier est écrit en majuscules), et s'il apparaît en début de phrase, c'est le mot suivant qui prend la majuscule. Ci-dessous trois exemples de tels mots avec apostrophe  'n, 'k, 't. Le premier (avec article indéfini) est le seul que l'on rencontre régulièrement en afrikaans moderne, les deux autres n'étant que des versions courtes d'expressions plus courantes (respectivement ek et het), que l'on retrouve rarement en dehors d'un contexte poétique.
Quelques exemples :
| Version avec apostrophe | Version habituelle | Neérlandais          | Traduction             | Notes                                                         |
| ----------------------- | ------------------ | -------------------- | ---------------------- | ------------------------------------------------------------- |
| 'n Man loop daar        |                    | Een man loopt daar   | Un homme marche là-bas | L'afrikaans standard prononce « 'n » comme une voyelle schwa. |
| 'k 't Dit gesê          | Ek het dit gesê    | Ik heb dit gezegd    | Je l'ai dit            | Peu courant, plus courant: Ek't dit gesê                      |
| 't Jy dit geëet?        | Het jy dit geëet?  | Heb jij dit gegeten? | L'as-tu mangé ?        | Très peu courant                                              |

## Intercompréhension avec le néerlandais

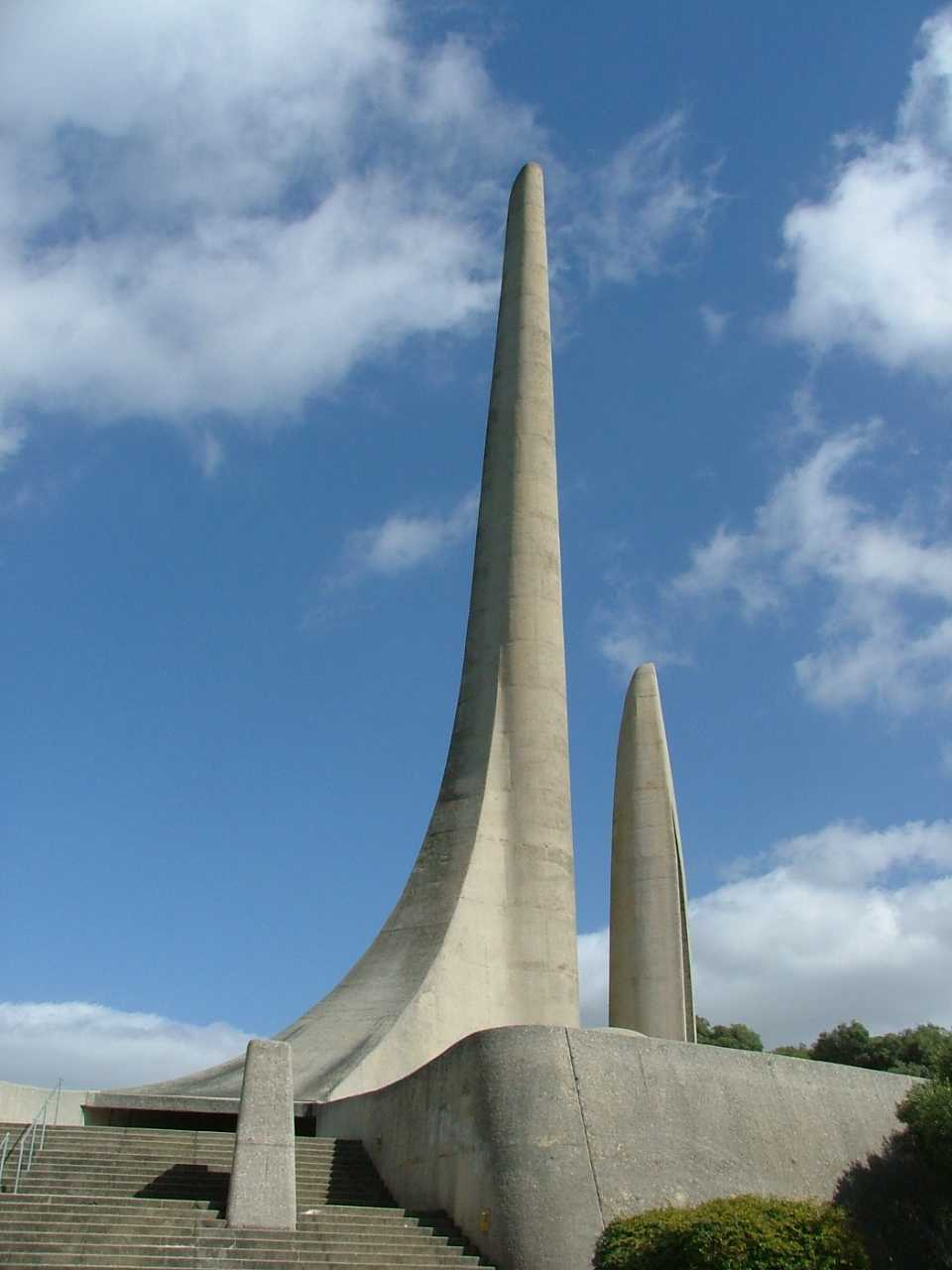
Monument de la langue afrikaans à Paarl.

Dans les exemples ci-dessous, les formes citées en premier lieu sont en néerlandais, les suivantes en afrikaans.
Par rapport à la grammaire et au vocabulaire néerlandais, l'afrikaans a été fortement simplifié. Cependant, en raison de son évolution linguistique bien particulière, la traduction au mot à mot du néerlandais vers l'afrikaans en appliquant cette simplification, donne un résultat parfois incompréhensible (gesels), parfois comique (verbe neuk). De plus, par archaïsme, certains termes néerlandais ont une signification très différente en afrikaans (kombuis).
Les différences entre le néerlandais et l'afrikaans sont surtout visibles dans la conjugaison des verbes. L'afrikaans utilise un seul genre et l'article défini est invariablement die. Il n'y a plus qu'un seul auxiliaire (het, avoir) en lieu et place de hebben et zijn (avoir et être).
À l'écrit, les z et ij néerlandais correspondent très souvent aux s et y afrikaans
- (auxiliaire du futur) zullen → sal
- (elle) zij → sy
- (rester) blijven → bly

Le verbe être se traduit par wees et se conjugue à l'indicatif présent d'une manière invariable :
- ek is, jy is, hy/sy is, ons is, julle is, hulle is

L'afrikaans possède une négation redoublée, un peu comme le français :
- ik heb niet gegeven → ek het nie gegee nie.

Il y a aussi des élisions systématiques, entre autres le g, le t ou le v/w
- (les yeux) de ogen → die oë
- (question(s)) vraag, vragen → vraag, vrae
- (inviter) uitnodigen → uitnooi
- (chariot) wagen → wa
- (dire) zeggen → sê
- (mauvais) slecht → sleg
- (ombre) schaduw → skadu
- (hirondelle) zwaluw → swael
- (soufre) zwavel → swael
- (face à) tegenover → teenoor

### Exemple de verbe fort: le verbegeven→gee(donner)
- Infinitif
  - Geven → Gee
- Présent
  1. ik geef → ek gee
  2. jij geeft → jy gee
  3. hij geeft → hy gee
  4. wij geven → ons gee
  5. jullie geven → julle gee
  6. zij geven → hulle gee
- Prétérit
  - sg ik, jij, hij gaf → gee
  - pl wij, jullie, zij gaven → gee
- Parfait
  - ik heb gegeven → ek het gegee
- Futur
  - ik zal geven → ek sal gee
- Conditionnel
  - ik zou geven → ek sou gee
- Impératif
  - sg geef → gee

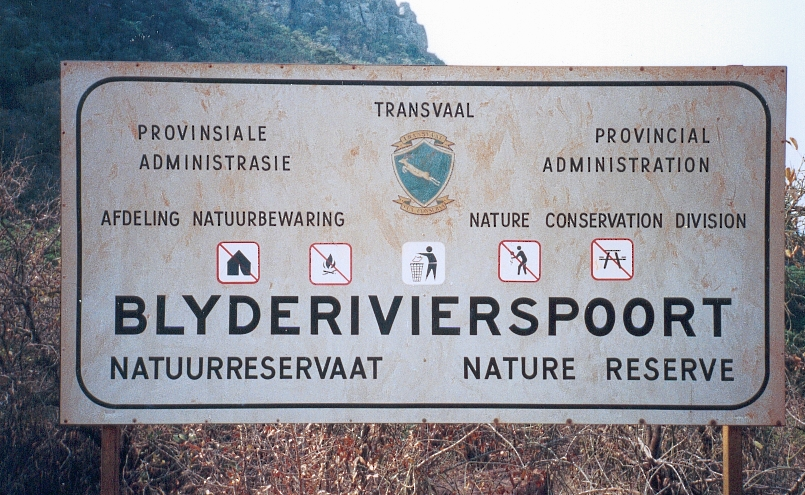
Signalisation bilingue afrikaans/anglais dans le Blyde River Canyon.

  - pl laat ons geven → laat ons gee/kom ons gee

## Vocabulaire
S'agissant d'une langue à la diffusion relativement limitée, et de plus, fort jeune et proche du néerlandais, les mots afrikaans utilisés en français sont rares, et limités à des concepts spécifiques. Parmi ceux-ci, « trek », « boer », « kraal », « apartheid »,« commando » et « kop ».

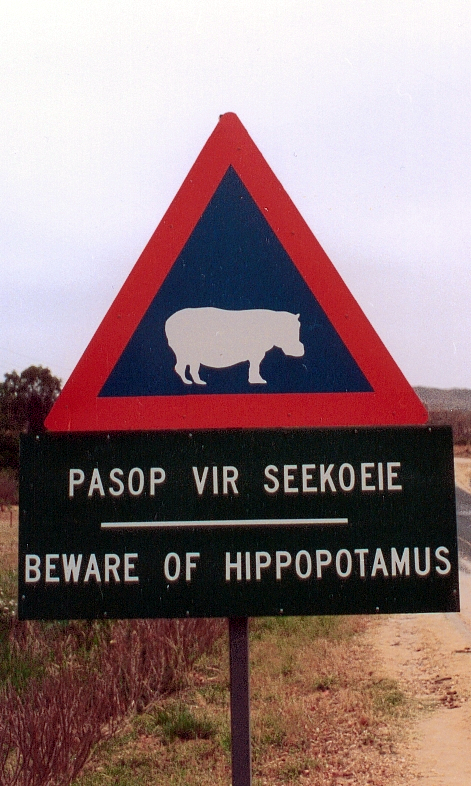
Panneau de signalisation des hippopotames en afrikaans/anglais. Littéralement : « Attention aux vaches marines » (étymologiquement : « hippopotame » signifie « cheval de rivière » en français, tiré du grec).

| Mot    | Traduction | Prononciation | Néerlandais | Anglais | Allemand |
| ------ | ---------- | ------------- | ----------- | ------- | -------- |
| terre  | aarde      | [ˈɑːrdə]      | aarde       | earth   | Erde     |
| ciel   | hemel      | [hiə̯məl]      | hemel       | heaven  | Himmel   |
| eau    | water      | [ˈvɑːtər]     | water       | water   | Wasser   |
| feu    | vuur       | [fɨːr]        | vuur        | fire    | Feuer    |
| homme  | man        | [mɑn]         | man         | man     | Mann     |
| femme  | vrou       | [frəʊ]        | vrouw       | woman   | Frau     |
| manger | eet        | [iə̯t]         | eten        | eat     | essen    |
| boire  | drink      | [driŋk]       | drinken     | drink   | trinken  |
| grand  | groot      | [χruə̯t]       | groot       | big     | groß     |
| petit  | klein      | [ˈkləɪ̯n]      | klein       | small   | klein    |
| nuit   | nag        | [nɑχ]         | nacht       | night   | Nacht    |
| jour   | dag        | [dɑχ]         | dag         | day     | Tag      |

## L'afrikaans dans la culture
L'afrikaans trouve sa place aussi parmi les cultures du monde. La Fédération des organisations culturelles afrikaans est une association culturelle sud-africaine destinée à promouvoir et défendre la culture des Afrikaners.

### Cinéma
- Afrikaaps, un film documentaire sud-africain réalisé en 2010[21].
- Flatland - Trois horizons, un film tourné en Afrique du Sud et partiellement en afrikaans réalisé par Jenna Bass sur l'enfermement sociétal et la position des femmes en Afrique du Sud (2019).
- Dans la série Lucifer, la langue des démons est le lilim qui est en réalité l'afrikaans.

### Littérature
- Louis Leipoldt (1880-1947), un des premiers poètes de langue afrikaans[22]

### Musique
Le groupe Die Antwoord, originaire du Cap, interprète ses chansons en anglais, mais également en afrikaans.